# 滕塔克爾嶺
79°37′S 157°15′E / 79.617°S 157.250°E
滕塔克爾嶺（英語：Tentacle Ridge）是南極洲的山嶺，位於奧次地，處於朗赫斯特山以南，從麥克利里冰川終點一直延伸至達爾文冰川北岸，由英聯邦探險隊命名，現時由南極條約體系管理。